# UFC 172
UFC 172: Jones vs. Teixeira fue un evento de artes marciales mixtas celebrado por Ultimate Fighting Championship el 26 de abril de 2014 en el Baltimore Arena en Baltimore, Maryland.

## Historia
La pelea por el Campeonato de Peso Semipesado de UFC entre el actual campeón Jon Jones y Glover Teixeira, vinculada brevemente como evento estelar de los eventos UFC 169, UFC 170 y UFC 171 fue el evento estelar de este evento.
Se esperaba que Danny Castillo se enfrentara a Isaac Vallie-Flagg en este evento. Sin embargo, Castillo fue reemplazado por Takanori Gomi y se enfrentó a Charlie Brenneman.
Tarec Saffiedine fue originalmente programado para enfrentarse a Jake Ellenberger en una pelea de peso wélter pero se retiró debido a una lesión en la espalda. Como resultado, Ellenberger fue retirado de la tarjeta y se enfrentó a Robbie Lawler en UFC 173.

## Resultados
1. ↑  Por el Campeonato de Peso Semipesado de UFC.

## Premios extra
Cada peleador recibió un bono de $50,000.
- Pelea de la Noche: Takanori Gomi vs. Isaac Vallie-Flagg
- Actuación de la Noche: Joseph Benavidez y Chris Beal